# Shorea faguetioides
Shorea faguetioides är en tvåhjärtbladig växtart som beskrevs av Peter Shaw Ashton. Shorea faguetioides ingår i släktet Shorea och familjen Dipterocarpaceae. Inga underarter finns listade i Catalogue of Life.